# Trancozelos
Trancozelos es una freguesia portuguesa del concelho de Penalva do Castelo, con 5,16 km² de superficie y 332 habitantes (2001). Su densidad de población es de 64,3 hab/km².